# Jošihiro Kitazawa
Jošihiro Kitazawa (japonsky 北沢 欣浩, Kitazawa Jošihiro; * 4. srpna 1962 Kuširo) je bývalý japonský rychlobruslař.
Startoval na Zimních olympijských hrách 1984, kde v závodě na 500 m získal stříbrnou medaili; na dvojnásobné trati se umístil na 31. místě. Toho roku se zúčastnil také Mistrovství světa ve sprintu, které dokončil na 22. příčce. V roce 1986 byl čtvrtý v závodě na 500 m na Asijských zimních hrách.